# Tomasz Pieńko
Tomasz Pieńko (ur. 5 stycznia 2004 we Wrocławiu) – polski piłkarz występujący na pozycji ofensywnego pomocnika w polskim klubie Raków Częstochowa.

## Kariera klubowa
Pieńko rozpoczął swoją karierę w juniorach Amico Lubin, z którego przed sezonem 2015/2016 przeszedł do Zagłębia Lubin. W latach 2015–2021 piłkarz występował w juniorskich zespołach Zagłębia, od sezonu 2020/2021 rozgrywając również mecze w jego trzecioligowych rezerwach.
Pieńko zadebiutował w pierwszej drużynie Zagłębia oraz w Ekstraklasie 20 sierpnia 2021 w przegranym 0:4 meczu 5. kolejki z Wisłą Płock. W sezonie 2021/2022 zawodnik rozegrał 13 spotkań (na które złożyło się 199 rozegranych minut), strzelając w nich 1 bramkę i zaliczając 1 asystę.
W sezonie 2022/2023 Pieńko zaczął odgrywać poważniejszą rolę w Zagłębiu, rozgrywając 31 meczów (na które złożyły się 1103 rozegrane minuty) i strzelając w nich 3 bramki.
25 lipca 2025 został został zawodnikiem Rakowa Częstochowa.

## Kariera reprezentacyjna
Pieńko jest młodzieżowym reprezentantem Polski. Zawodnik był powoływany do reprezentacji Polski U-14, U-15, U-16, U-18 oraz U-19, z którą w 2023 uczestniczył w Mistrzostwach Europy U-19. Pieńko wystąpił również w reprezentacji U-21.